# Heilgeiststraße 74 (Stralsund)

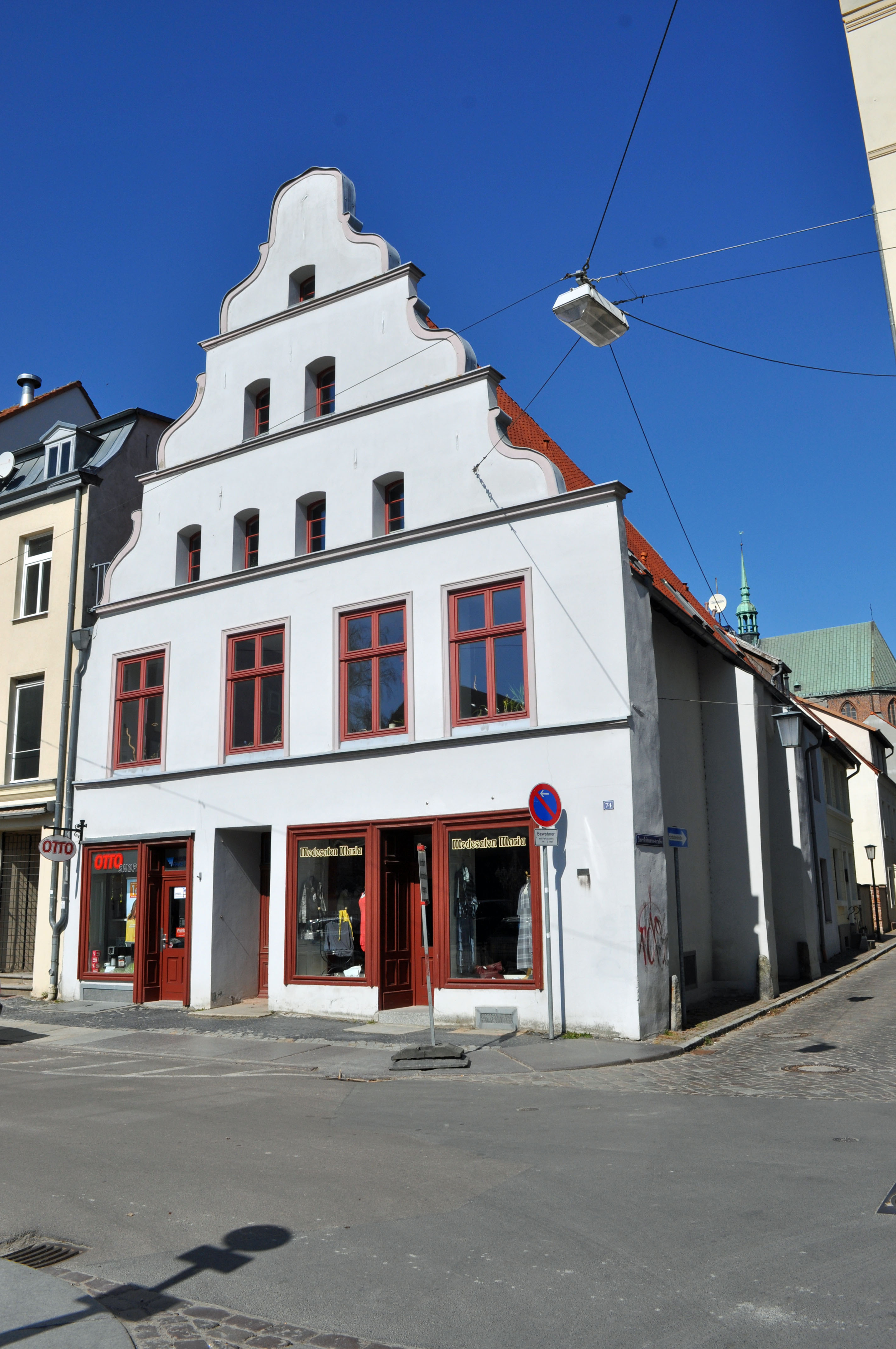
Das Haus Heilgeiststraße 74 in Stralsund (2012)

Das Gebäude mit der postalischen Adresse Heilgeiststraße 74 ist ein denkmalgeschütztes Bauwerk in der Heilgeiststraße in Stralsund, an der Ecke zur Jacobiturmstraße.
Der zweigeschossige giebelständige Putzbau mit Schweifgiebel wurde im 17. Jahrhundert errichtet, im Kern ist das Gebäude älter.
Die Fassade ist schlicht gestaltet. Gesimse trennen die Geschosse optisch. Auch der Schweifgiebel ist durch Gesimse optisch in drei Geschosse geteilt. Er weist segmentbogige Luken auf.
An der östlichen Längswand sind Spuren des älteren Kerns des Gebäudes zu sehen: eine Mauerpartie mit Segmentbogenblende.
Das Haus liegt im Kerngebiet des von der UNESCO als Weltkulturerbe anerkannten Stadtgebietes des Kulturgutes „Historische Altstädte Stralsund und Wismar“. In die Liste der Baudenkmale in Stralsund ist es mit der Nr. 341 eingetragen.
Das Giebelhaus trug bis 1869 die Nummer A 348 und wurde einige Jahre nach der politischen Wende 1989/90. Die alten Rudimente des Gebäudes treten laut Denkmalliste der Stadt Stralsund an der östlichen Längswand zutage, wo eine Mauerpartie mit Segmentbogenblende erhalten ist. Erste Nachrichten zur Geschichte des Hauses sind aus dem beginnenden 18. Jahrhundert überliefert. In der sogenannten Schwedischen Landvermessung wurde das Gebäude, dessen Eigentümer zu jener Zeit der Losbäcker (Bäcker feiner Backwaren) Christian Sievert war, erstmals ausführlich beschrieben:
Im Haus befand sich also über Jahrhunderte eine Bäckerei. Eckgebäude der Stralsunder Altstadt wurden früher häufig als Bäckereien genutzt. Dadurch verminderte sich das Risiko, dass bei einem eventuell ausbrechenden Brand das Feuer auf benachbarte Häuser übergriff.
Im Jahr 1763 erwarb der Kuchenbäcker Johann Carl Klopp das Giebelhaus für 1700 Reichstaler. Ihm folgten als Eigentümer des Hauses im Jahre 1799 der Kuchenbäcker Christian Wilhelm Haak, 1834 der Sohn des Bäckermeisters namens Christian Wilhelm Haak, 1837 Bäckermeister Carl Hermann Mohr und 1850 Bäckermeister Adolph Eckert, der nunmehr schon 8000 Taler für den Ankauf des Hauses und der Bäckerei bezahlen musste. Bäckermeister August Wischow ließ im Jahr 1879 das rechte Schaufenster und die Eingangstür einbauen. Das kleine Schaufenster auf der anderen Seite stammt in seiner heutigen Form aus dem Jahre 1908. Hier konnten die Stralsunder in einer kleinen Material- und Kolonialwarenhandlung der Firma C. F. Schmalz Nachf Lebensmittel und allerlei „Kram“ erwerben. Noch um 1950 befand sich in dem Haus eine Bäckerei. Ebenso existierte noch der Lebensmittelladen der Firma C. F. Schmalz, den als Nachfolger Ernst und Richard Stoldt führten. Mitte der 1950er Jahre wurde das Lebensmittelgeschäft durch einen Fischladen der Handelsorganisation (HO) abgelöst. Aus dem Laden der Bäckerei wurde Anfang der 1960er Jahre eine Verkaufsstelle für Molkereiprodukte. „Milch, Butter und Margarine kauft man bei Polline“ lautete der Slogan; die Verkaufsstellenleiterin hieß Pohle. Einige Jahre später gab es hier Geflügel und Kaninchen. Am 10. April 1981 öffnete im ehemaligen Fischladen die „Gewürzstube“. Die „Ostsee-Zeitung“ vom 18./19. April 1981 schrieb:

„Tritt man ein, fühlt man sich doch ein wenig in alte Zeiten versetzt, obwohl das anno 81 vermerkt ist. Das besondere Fluidum machen wohl die mit viel Mühe gefertigten Holzarbeiten aus. Hier hat der Betriebstischler Günter Schult ein wahres Meisterstück vollbracht. … An Schubladen, Kästen Regale und Schränke ist gedacht. So können die über 60 verschiedenen Kräutlein übersichtlich präsentiert werden. Eigentlich brauchte man bei den Säckchen, Tüten, Körben und Gläsern nur nach der Nase zu gehen.“

Nach der Wende schloss neben dem Geflügelladen auch die kleine „Gewürzstube“. Zuletzt befanden sich im Haus ein Modegeschäft und ein Laden des Otto-Versandhauses. Seit Oktober 2015 befindet sich im rechten Ladengeschäft ein Bistro.